# 월터스 모래톱
월터스 모래톱(Walters Shoals)은 마다가스카르 해안 아래쪽에 위치한 해저산들의 모임이다. 해안에서 700km 정도 떨어져 있음에도 불구하고, 어떤 해산들의 정상은 해수면에서 50m 아래에 있다. 월터스 모래톱은 많은 종류의 물고기, 갑각류, 연체동물들의 서식지이다. 그것은 1963년, Cmdr Walter의 주도로 South African Hydrographic Frigate SAS Natal에게서 발견되었다. 그곳이 처음 발견되었을 땐, 많은 갈라파고스 상어들이 있었지만, 그 이래로 낚시되고 있다.